# Бартлетт, Джейн
Джейн Бартлетт (англ. Jane (Jennie) Bartlett; 1839—1923) — американская художница-портретист.

## Биография
Родилась в 1839 году в городе Хармони, штат Мэн, в семье Озиаса Бартлетта (Ozias Bartlett) и его жены Ханны Виггин (Hannah Wiggin), которая умерла в 1852 году после рождения нескольких детей. Отец женился во второй раз на Юнис Моррелл (Eunice D. Morrell).
Живописи училась у Уильяма Ханта в Бостоне в конце 1860-х годов. Её собственный портретный стиль был разработан на принципах, которым учил её мастер.
Некоторое время Джейн Бартлетт жила в штатах Колорадо и Миннесота, затем в 1877 году вернулась в Бостон, где до 1887 года работала в студии 17 South Russell Street. После 1887 года она продолжала работать в Бостоне в других студиях. В 1907 году Сельскохозяйственный колледж штата Канзас (ныне Университет штата Канзас) поручил художнице создать портреты его президентов.
Джейн Бартлетт выставила две работы на Всемирной выставке в Филадельфии в 1876 году. На выставке в Массачусетсе Massachusetts Mechanics' Fair её картина была удостоена серебряной медали.
Портрет Сары Коуэлл Ле Мойн, нарисованный Бартлетт, выставлен в Бруклинском музее.
Умерла в 1923 году.